# دوري كرة القدم الإنجليزي 1911–12
دوري كرة القدم الإنجليزي 1911–12 هو موسم من دوري كرة القدم الإنجليزي. أقيم خلال الفترة 2 سبتمبر 1911 وحتى 29 أبريل 1912، وفاز فيه بلاكبيرن روفرز.